# Parthenicus muchmorei
Parthenicus muchmorei är en insektsart som beskrevs av Knight 1968. Parthenicus muchmorei ingår i släktet Parthenicus och familjen ängsskinnbaggar. Inga underarter finns listade i Catalogue of Life.